# Autoportret (rysunek Stanisława Ignacego Witkiewicza)
Autoportret – rysunek pastelem na papierze formatu ok. 70 na 50 cm, autorstwa Stanisława Ignacego Witkiewicza, powstały w 1938 roku, znajdujący się w „Galerii sztuki polskiej 1800–1945” Muzeum Śląskiego w Katowicach.
Muzeum Śląskie zakupiło autoportret od autora w Warszawie w 1938 roku. Artysta przedstawił się na tle ruin miasta lub fabryki z dymiącymi kominami. Możliwe interpretacje: wizja losu cywilizacji albo pytanie o sens sztuki, lub też jako zbankrutowana ludzkość. Może to też być wizja związana z I wojną światową lub przeczuciem o nadchodzącym konflikcie zbrojnym. Obraz mógł też powstać pod wpływem wizyty na Górnym Śląsku. Obraz jest sygnowany: Witkacy 1938/(T.B.)24/VI (P+2NP1). Muzealny nr inw.: MŚK/SzM/501 (Galerii sztuki polskiej 1800–1945).